# 1172
Évszázadok: 11. század – 12. század – 13. század
Évtizedek: 1120-as évek – 1130-as évek – 1140-es évek – 1150-es évek – 1160-as évek – 1170-es évek – 1180-as évek – 1190-es évek – 1200-as évek – 1210-es évek – 1220-as évek
Évek: 1167 – 1168 – 1169 – 1170 –  1171 – 1172 – 1173 – 1174 – 1175 – 1176 – 1177

## Események

### Határozott dátumú események
- március 4.
  - III. István magyar király halála, akit Bánfi Lukács érsek – az esztergomi Szent Adalbert székesegyházban – fia, a csecsemőkorban elhunyt Béla herceg mellé temetett el.[1]
  - III. Béla – III. István király öccsének – trónra lépése. (Uralma kezdetén erős ellenállásba ütközik, az ellenállás vezetői öccse, a trónkövetelő Géza herceg, és az ortodox egyház térhódításától tartó Lukács esztergomi érsek.)[2]

### Határozatlan dátumú események
- VIII. Gergely pápa összehívja az avranches-i zsinatot, ahol II. Henrik angol királyt felmentik a Becket Tamás meggyilkolásának bűne alól.
- I. Manuél bizánci császár társuralkodóvá koronáztatja fiát II. Alexioszt.
- Sebastian Ziani velencei dózse megválasztása (1178-ig uralkodik).

## Születések
- I. Baldvin konstantinápolyi latin császár († 1205)

## Halálozások
- március 4. – III. István magyar király (* 1147)
- Ágnes, III. Amadé savoyai gróf leánya